# Collegiata di Santa Maria Assunta (Montecassiano)
La Collegiata di Santa Maria Assunta è la chiesa parrocchiale nonché il principale edificio di culto cattolico di Montecassiano, nelle Marche.

## Storia e descrizione

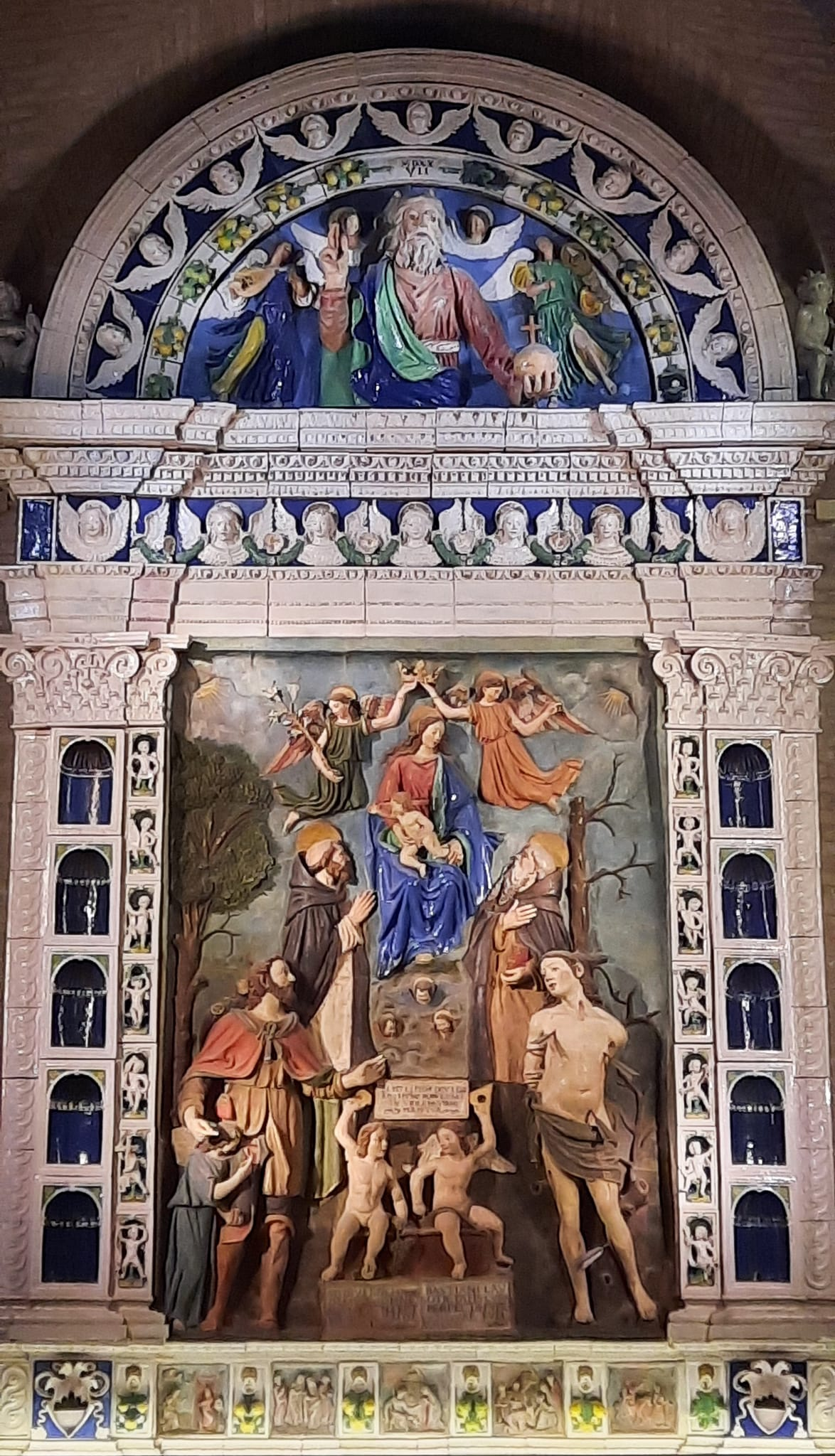
La pala d'altare di Mattia della Robbia.

La chiesa attuale venne edificata nel XV secolo su un preesistente edificio di culto che a sua volta inglobava i resti di un tempio dedicato alla dea Venere. Lo stile gotico cistercense che la caratterizza è un evidente richiamo all'architettura dell'Abbazia di Fiastra, che proprio in quel periodo esercitava la sua egemonia nel territorio di Montecassiano. Nel Settecento venne elevata a Collegiata.La facciata è costituita da un unico spiovente collegato all'imponente campanile, nella quale troviamo un rosone in pietra bianca e il portone in bronzo di Sesto Americo Lucchetti.

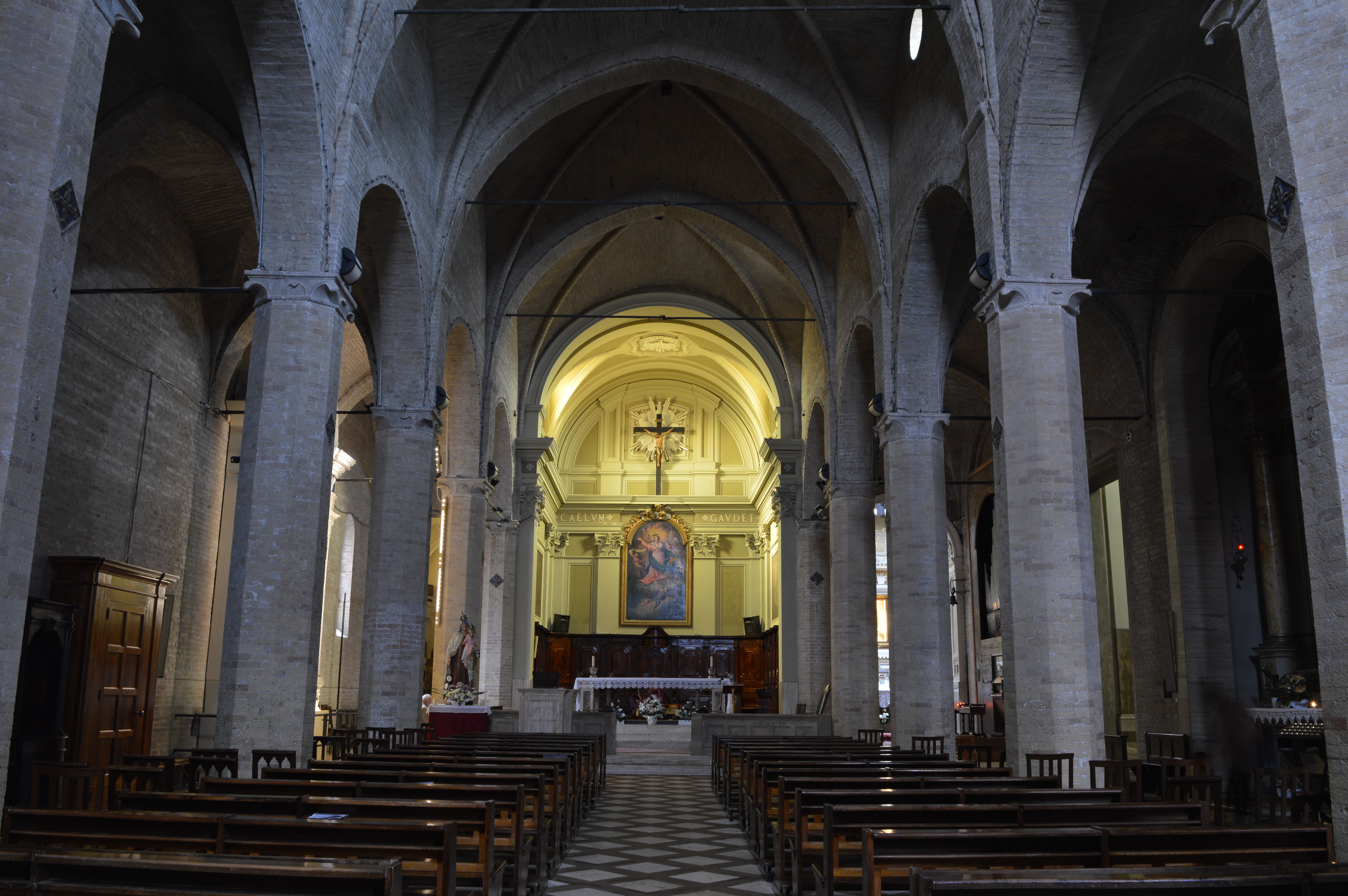
Interno

L'interno, suddiviso in tre navate coperte da volte a crociera, ha conservato lo stile originale, eccetto che nell'area absidale e nelle cappelle laterali, di gusto barocco. Nella navata di destra sono presenti il settecentesco organo Callido e la pala di Giacomo di Nicola da Recanati; mentre nella navata di sinistra si trova la pala d'altare di fra Mattia della Robbia.    

## Opere
Una delle opere più importanti di fra della Robbia è la pala d'altare “Incoronazione della Vergine tra i santi Rocco, Sebastiano, Pietro martire e Antonio abate”, presente nella navata sinistra della chiesa Collegiata di Santa Maria Assunta a Montecassiano. Si compone di 262 settori con dimensioni di 4,20 m di base, 7,07 m di altezza e 40 cm di profondità, si sviluppa in 25 mq con 8 mq di terracotta policroma.  
Lo studioso Anselmo Anselmi afferma come i della Robbia abbiano avuto molto successo nella zona adriatica, in particolare ad Urbino con Luca e a Montecassiano, Ripatransone ed Arcevia con fra Mattia. A codesto erudito arceviese spetta il merito di aver realizzato per primo un inventario dei tanti manufatti in terracotta rinvenuti nelle cittadine marchigiane e ricollegabili a questa famiglia.  
L'opera viene terminata intorno al 1530-32. Una prima lavorazione si ha nel 1527, anno in cui a Montecassiano scoppia una epidemia di peste. Il Comune decide, dunque, di far commissionare, insieme ad alcune confraternite, un soggetto per la nuova tribuna, con lo scopo di proteggere i cittadini. Infatti, come afferma Angela Montironi negli anni '70, anche l'urbanistica del borgo riecheggia ad una forte fede della comunità: la circolarità delle mura e la divisione in tre aree sono un riferimento a Dio e alla Trinità. Viene chiamato a lavorare fra Mattia che realizza la pala con al centro la figura della Vergine in trono incoronata da due angeli. Il Bambino Gesù è rivolto benedicente verso la raffigurazione del paese, che si può ammirare grazie ad un recente restauro. Poi, inserisce alcuni santi taumaturghi e legati al territorio: Sebastiano, Rocco, Antonio Abate e Pietro martire. A questo capolavoro partecipò anche il fratello Ambrogio, ma per pochissimo tempo perché morì nei primi anni della lavorazione.  
Fra Mattia tecnicamente cerca di aggiornare il suo linguaggio ispirandosi a modelli di gusto manierista, innova il linguaggio robbiano sviluppando composizioni più pittoriche, complesse e decorate. Questo vale sia per i soggetti dinamici e quasi a tutto tondo, sia per la cornice architettonica.
Nelle lesene fra Mattia realizza due fasce ai lati: la prima con il motivo della treccia e la seconda costituita dalla sovrapposizione di 7 nicchie per parte, dove sono raffigurati degli spiritelli seduti che recano cartigli e strumenti della passione. Nella lunetta c’è la scena del Padre eterno benedicente tra angeli musicanti e serafini e tutta una serie di elementi decorativi. La predella ha cinque scomparti con le scene dell'Infanzia di Cristo, intervallate da formelle con festoni di fiori e frutta.

L'opera fu oggetto di un importante progetto di restauro che si è svolto in diverse fasi: una prima campagna fotografica, con una parte di rilievi grafici e numerazione preventiva, successivamente una campagna di analisi chimiche con prelievi delle zone policrome. Viene adoperato uno smontaggio dell'opera e alcuni pezzi vennero desalinizzati attraverso bagni in acqua distillata. La parte retrostante viene ripulita con impacchi di carbonato d'ammonio in soluzione satura. Nella fase di rimontaggio vengono tagliati i supporti a misura dei vari settori: la lunetta divisa in tre supporti, la trabeazione in quattro, le due colonne con tre supporti ognuna, la predella in quattro e la parte centrale in dodici. Le strutture in aerolam sono rinforzate ed i bordi rivestiti di fibre di vetro e resina verniciata con smalto nero satinati; i dispositivi di aggancio sono in acciaio inox e incollati all’interno dei settori ceramici. Tutte le strutture vengono bullonate e dotate di staffe inox. Infine, verniciate opportunamente per nascondere la struttura in ferro.

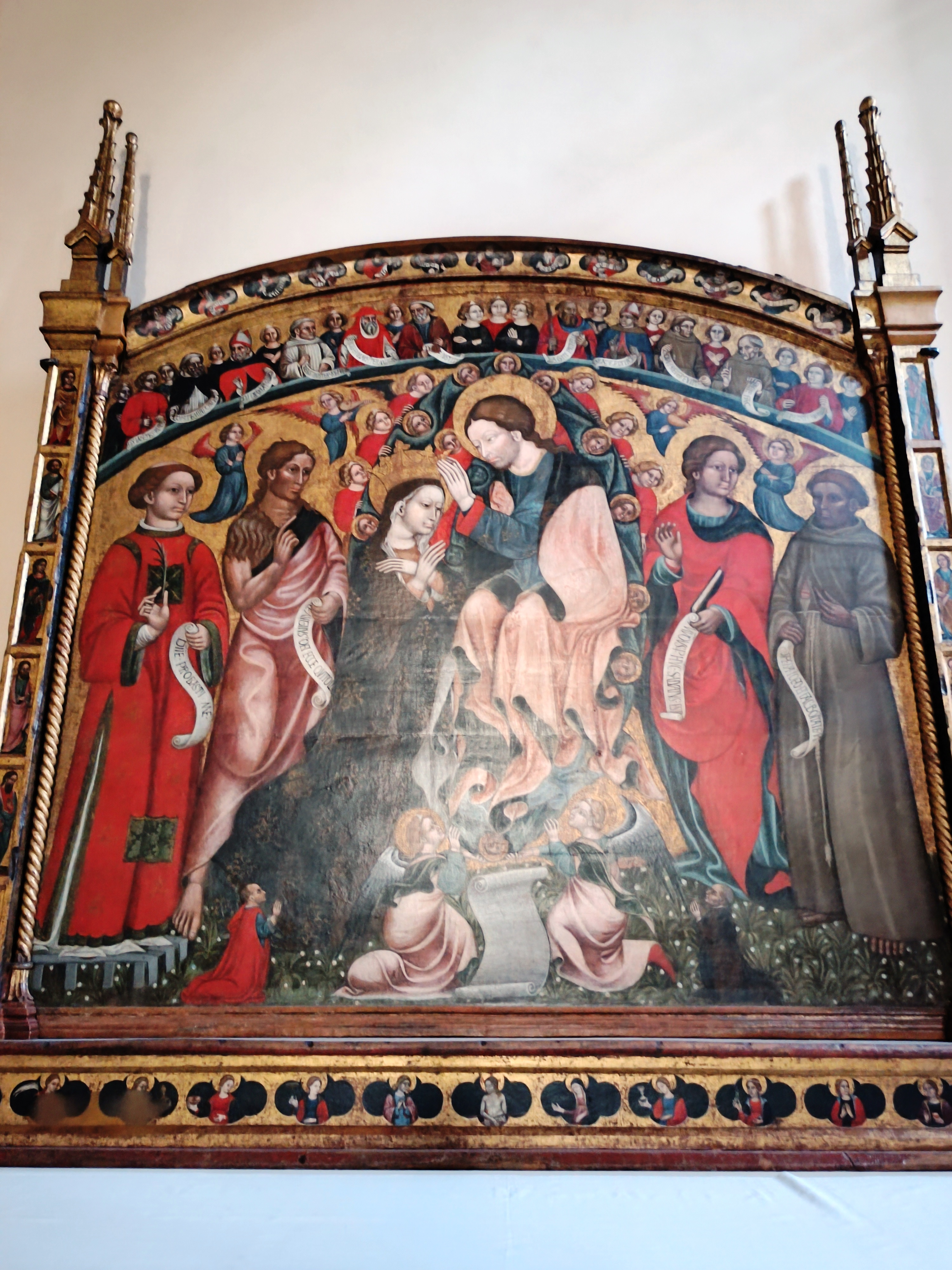
Pala d'altare di Giacomo di Nicola da Recanati, circa 1450

Altra opera di rilievo è la pala di Giacomo da Recanati, uno dei maggiori esponenti del Gotico Internazionale, con l'Incoronazione di Maria e Santi'. Il dipinto, eseguito intorno al 1450, rappresenta l’Incoronazione della Vergine tra santi, angeli e due donatori. Il quarto santo da destra, sotto la centina è Bernardino da Siena, canonizzato nel 1450, ciò permette la comprensione del periodo di realizzazione dell’opera. Tra gli altri santi si ricordano San Lorenzo, San Giovanni Battista, San Giovanni Evangelista e San Francesco, tutti vicini alla sensibilità francescana, probabilmente per il legame tra Montecassiano e il vicino Convento di Forano. In basso ai lati ci sono inginocchiati i due donatori, raffigurati in proporzioni microscopiche poiché, in epoca medievale, viene usata la proporzione gerarchica per sottolineare l’importanza della scena dell'Incoronazione. Dal 2024 è tornata visibile nella Collegiata grazie a dei lavori di restauro che sono stati eseguiti dall'IRM, Istituto Nazionale del Restauro che ha sede a Montecassiano, come distaccamento dell'Accademia delle Belle Arti di Macerata.